# One America News Network
One America News Network (OANN), también conocida como One America News (OAN), es un canal de cable conservador, fundado por Robert Herring y propiedad de Herring Networks, Inc. , lanzado el 4 de julio de 2013. La red tiene su sede en San Diego, California, y opera oficinas de noticias en Washington D. C. y la ciudad de Nueva York.
Sus programas de entrevistas políticas en horario de máxima audiencia tienen una perspectiva conservadora, y el canal se ha descrito a sí mismo como uno de los "mayores partidarios" del presidente Trump. El propio Trump ha promovido la red.

## Historia
OANN fue anunciado el 14 de marzo de 2013 por Herring Networks, Inc, una empresa independiente de medios de comunicación fundada en 2003 por el empresario conservador Robert Herring, Sr. El canal OANN debutó originalmente en asociación con The Washington Times, un diario conservador fundado por la Iglesia de la Unificación de Corea del Sur. Herring dijo en 2013 que, en virtud del acuerdo de OANN con The Washington Times, la nueva cadena podía utilizar cualquier contenido del Times, pero no estaba obligada a hacerlo; también dijo en ese momento que entre 60 y 65 empleados de Herring Broadcasting pasaban "la mayor parte de sus días" en One America.